# عبد الحميد عدو
عبد الحميد عدو هو رئيس مجلس إدارة الخطوط الجوية الملكية المغربية ورئيسها التنفيذي ابتداءاً من فبراير 2016.